# Old Bridge 200 1965
Old Bridge 200 1964 var ett stockcarlopp ingående i Nascar Grand National Series (nuvarande Nascar Cup Series) som kördes 10 juli 1964 på den 0,5 mile (804,672 m) långa ovalbanan Old Bridge Stadium i Old Bridge Township i New Jersey. Totalt avverkades 100 miles (160,934 km) fördelat på 200 varv. Banunderlaget var asfalt. Loppet vanns av Junior Johnson i en Ford på tiden 1:23.14 körande för det egna stallet Junior Johnson & Associates. Johnsons snitthastighet uppgick till 72,087 mph. Han var vid målgång ensam förare på ledarvarvet, ett varv före tvåan Dick Hutcherson. Prispotten uppgick till 4 540 dollar, varav 1 000 dollar gick till segraren.

## Resultat
| Plc     | Nr | Förare          | Team/ bilägare              | Konstruktör | Start | Varv | Ledda varv |
| ------- | -- | --------------- | --------------------------- | ----------- | ----- | ---- | ---------- |
| 1       | 26 | Junior Johnson  | Junior Johnson & Associates | Ford        | 2     | 200  | 88         |
| 2       | 29 | Dick Hutcherson | Holman Moody                | Ford        | 3     | 199  | 0          |
| 3       | 21 | Marvin Panch    | Wood Brothers Racing        | Ford        | 1     | 199  | 89         |
| 4       | 16 | Darel Dieringer | Bud Moore Engineering       | Mercury     | 5     | 198  | 0          |
| 5       | 11 | Ned Jarrett     | Bondy Long                  | Ford        | 4     | 198  | 0          |
| 6       | 8  | Dick Dixon      | Dan Colone                  | Ford        | 6     | 197  | 0          |
| 7       | 55 | Tiny Lund       | Lyle Stelter                | Ford        | 9     | 196  | 0          |
| 8       | 88 | Buddy Baker     | Buck Baker Racing           | Dodge       | 19    | 191  | 0          |
| 9       | 60 | Bob Cooper      | Bob Cooper                  | Ford        | 10    | 188  | 0          |
| 10      | 20 | Clyde Lynn      | Negre Racing                | Ford        | 11    | 187  | 0          |
| 11      | 89 | Neil Castles    | Buck Baker Racing           | Oldsmobile  | 18    | 186  | 0          |
| 12      | 3  | Al White        | Al White                    | Ford        | 17    | 184  | 0          |
| 13      | 80 | Worth McMillion | Allen McMillion             | Pontiac     | 16    | 174  | 0          |
| 14      | 99 | Gene Hobby      | Gene Hobby                  | Dodge       | 15    | 158  | 0          |
| 15      | 52 | E.J. Trivette   | Jess Potter                 | Chevrolet   | 13    | 144  | 0          |
| 16      | 49 | G.C. Spencer    | GC Spencer Racing           | Ford        | 7     | 133  | 23         |
| 17      | 64 | Elmo Langley    | Langley-Woodfield Racing    | Ford        | 8     | 91   | 0          |
| 18      | 39 | Robert Vaughn   | Ronald Smith                | Pontiac     | 12    | 50   | 0          |
| 19      | 53 | Jimmy Helms     | David Warren                | Ford        | 20    | 30   | 0          |
| 20      | 31 | Cale Yarborough | Sammy Fogle                 | Ford        | 14    | 18   | 0          |
| Källor: |    |                 |                             |             |       |      |            |